# Condition des femmes en Mauritanie

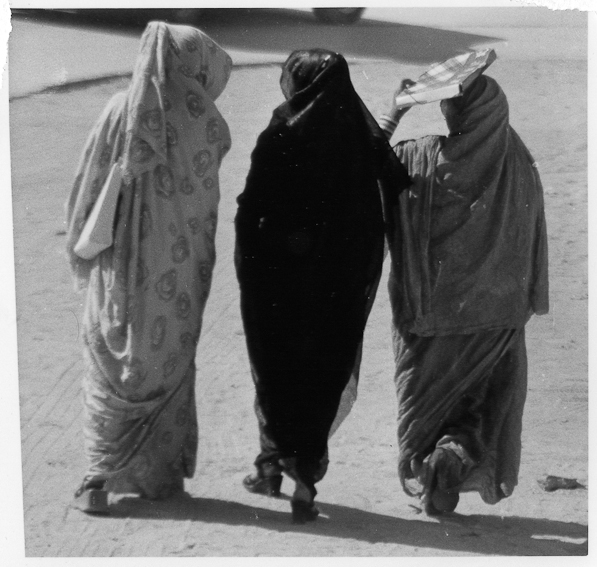
Femmes vues de dos portant la mehlefa (2004).

La condition des femmes en Mauritanie, régie jusqu'en 2001 par la seule tradition, s'inscrit dans une société où est fortement présente l'empreinte de la loi islamique. Parmi les principaux freins à leur 'émancipation économique, figurent les difficultés d'accès aux droits fonciers. 

## Représentation du rôle des femmes
Malgré une Constitution ne prévoyant pas de limitation des droits des femmes, celles-ci sont de facto considérées comme des mineures selon une députée. Parmi les points faisant l'objet d'une forte opposition entre tenantes de l'adoption d'une nouvelle loi sur le statut des femmes et députés conservateurs, figure l'âge minimum légal pour le mariage, que les premières voudraient voir fixé à 18 ans, tandis que les seconds militent pour l'âge de 9 ans, âge supposé d'Aïcha lors de son union avec le prophète Mahomet. Cette proposition de loi, dite « loi Al Karama » (« Loi Dignité ») est défendue depuis 2010 par des féministes telles que Mekfoula Mint Brahim ou Aminetou Mint El Mocta, présidente de l’Association des femmes chefs de famille. Elle prévoit par ailleurs d'interdire les violences faites aux femmes, dont le viol qui est déjà interdit mais non défini, ce à quoi s'opposent les musulmans intégristes.  
Les femmes sont aussi touchées par la tradition nationale d'esclavage, qui semble persister malgré l'adoption de lois visant à combattre ses multiples formes, dont celle des mariages forcés. 

## Application de la charia
En juillet 2023, une lycéenne de 19 ans, Maria, est emprisonnée en attente de jugement pour avoir émis un commentaire jugé blasphématoire lors de l'épreuve écrite de religion du bac. Le Conseil des Imans a précisé par écrit que « l’agresseur qui porte préjudice aux croyants [est] soumis à la peine de mort établie par la charia et stipulée par la loi. » Des hommes ont défilé plusieurs jours durant dans les rues de Nouakchott pour réclamer la peine de mort. Selon un observateur, la sévérité du traitement de la jeune femme est d'autant plus grand qu'elle est d'origine une Haratine et non pas une Maure blanche.

## Indicateurs socio-démographiques

### Espérance de vie, santé
L'espérance de vie à la naissance est en croissance relativement régulière, passant de 45,5 ans en 1960 à 66,5 ans en 2019, et est supérieure à l'espérance de vie moyenne en Afrique subsaharienne (respectivement 41,8 et 63,4 ans), inférieure à la moyenne mondiale de 75 ans en 2019. La prévalence contraceptive est faible, passant de 0,8 % à 17,8 % en 2015. Le taux de fertilité baisse sur la période, passant de 6,8 à 4,5 enfants par femme. 

### Éducation
La Mauritanie a comblé dans les années 1985-1995 une partie de son retard en matière d'inscription des filles dans l'enseignement primaire, bien que persistent des disparités régionales avec des écarts allant jusqu'à 15 %, et que le nombre de filles effectuant une scolarité d'au moins 5 ans diminue entre 1990 et 1997 (de 74 % à 66 %). Le taux d'analphabétisme des femmes est alors de 60 %. Dans le secondaire en revanche leur taux d'inscription reste très faible (5 %). En 2019, le taux  des élèves terminant le premier cycle du secondaire est quasiment égalitaire, à 45 % pour les filles et près de 47 % pour les garçons. Parmi les freins à un meilleur accès à l'éducation (touchant les deux sexes), figurent le nombre important d'écoles ne proposant pas un cycle complet, la faible présence d'enseignants qualifiés et les difficultés liées à l'enrôlement préalable obligatoire à l'état-civil.

### Emploi et vie économique
En terme d'accès et de participation des femmes à la vie économique, la Mauritanie est classée 177e sur le plan mondial. Plusieurs facteurs concourent à ce classement : des droits fonciers restreints, un accès plus difficile au crédit bancaire et à l'emploi, des inégalités salariales sociologiquement acceptées sans mécanisme juridique protecteur, etc.

#### Accès au foncier
La question de l'accès au foncier est déterminante dans ces inégalités, compte tenu de l'importance au niveau national de l'agriculture et de l'élevage, et 80 % de la population habitant en milieu rural. Or les femmes ne représentaient en 2015 que 7,9 % des propriétaires fonciers. Ce taux descend même à 2,4 % dans la région du Trarza. À l'origine, l'explication provient du droit coutumier, qui excluait les terres de l'assiette de l'héritage : il était entendu dans des sociétés toutes patriarcales que seuls les hommes pouvaient être propriétaires, comme l'illustre un proverbe soninké affirmant que « la  femme,  c’est  l’édificatrice  de  la concession des autres ». Malgré des réformes juridiques datant des années 1980-1990, et prévoyant la possibilité d'obtenir une concession temporaire ou définitive  pour toute personne travaillant la terre, l'écart ne s'est que très légèrement réduit. Au sein des familles traditionnelles, le renoncement des femmes à leur droit à la terre est vécu comme une obligation morale que les femmes se sont imposée d'elles-mêmes afin de ne pas rompre l'harmonie familiale.  Les procédures d'accès à la terre, qu'il se fasse via des coopératives de femmes que le gouvernement a souhaité favoriser, ou à titre individuel, sont un processus très complexe s'inscrivant dans la durée. Bon nombre de femmes finissent par renoncer devant ces difficultés, qui exigent par ailleurs un niveau d'alphabétisation et de connaissances législatives que nombre d'entre elles n'ont pas. S'y ajoute un obstacle financier puisque, dans la vallée du fleuve Sénégal par exemple, 85 % des femmes n'ont pas accès au crédit. Enfin, même quand elles sont épaulées par des ONG, les difficultés institutionnelles ne disparaissent pas pour autant : ainsi, deux ONG intervenant depuis 2016 dans la région du Gorgol indiquent qu'aucun des 271 dossiers déposés entre 2016 et 2019 n'a abouti, tout ou partie d'entre eux n'étant pas transmis par la préfecture aux échelons supérieurs, aux motifs de modifications à venir de la loi.

#### Travail, grossesse et congé maternité
La loi mauritanienne prévoit un congé maternité de 98 jours. Toutefois, celui-ci ne trouve pas toujours à s'exercer, aucune loi n'interdisant le licenciement pour cause de grossesse, fréquent dans les faits. De plus, le montant du congé maternité est calculé sur une assiette très faible, le salaire pris en compte étant plafonné à hauteur de la tranche cotisable, soit 7 000 MRU (196 USD). Il n'existe pas de congé de paternité rémunéré ou de congé parental susceptible d'encourager une répartition plus équitable des responsabilités parentales.

### Participation à la vie politique

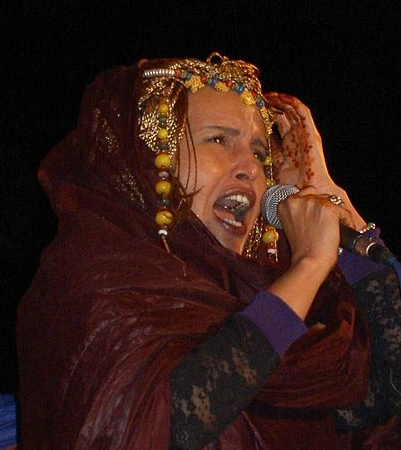
Maalouma Mint Mokhtar Ould Meidah dite Malouma, chanteuse devenue sénatrice en 2007.

La première femme nommée ministre est Aïssata Kane, en 1975, qui milite depuis 1957 pour l'éducation des filles. En 2006, une loi met en place des quotas de 20 % pour les élections municipales et législatives mais cette loi est mise en échec en 2009, avec la conservation de 20 places réservées aux femmes pour les législatives tandis que le nombre de députés passe de 95 à 146. 

## Autres aspects

### Mutilations sexuelles féminines
En 2017, 67 %  des femmes auraient été victimes de MGF.

### Violences faites aux femmes
Selon un groupe de travail des Nations unies sur la discrimination à l'égard des femmes et des filles, il existe un fort déni des violences faites aux femmes. 
Le projet de loi Al Karama, écrit en collaboration avec les autorités religieuses, « criminalise toutes les formes de violence à l’égard des femmes et des mineures (physique, sexuelle, psychologique, économique), ainsi que le viol, l’inceste et le harcèlement sexuel. Mais aussi les mutilations génitales, la séquestration, l’enlèvement, les coups et blessures volontaires, ou encore l’injure et les menaces. » Le texte est pourtant rejeté par les autorités religieuses, et son nombre d'articles est réduit fin 2023 de 105 à 55 avant discussion parlementaire. Selon la députée Saadani Mint Khaytour, ancienne membre de Tawassoul, qui a rallié le parti majoritaire El Insaf, « l’une des motivations les plus importantes de ceux qui font campagne contre le projet de loi est la perpétuation des traditions d’exploitation des corps des mineurs et des mariages secrets [...] » et leur volonté de conserver le statu quo social et de considérer les femmes comme des mineures.

### Esclavage
Malgré les lois abolitionnistes, l'esclavage reste pratiqué, voire encouragé par le gouvernement, avec des estimations faisant part de 20 % de la population haratine touchée. Bien que non spécifiquement genré, cet esclavage à visée sexuelle ou de travail touche aussi bien les femmes que leur descendance.

### Mariages précoces
Le mariage précoce, dans la plus tendre enfance, est une pratique traditionnelle, qui n'impliquait alors que des échanges de présents symboliques. En 2008, un observateur note que cette pratique est devenue un vrai trafic commercial, les enfants étant remises aux futurs maris, y compris via des réseaux de passeurs vers l'Arabie Saoudite.
En 2017, 35,2 % des filles sont mariées avant l'âge de 18 ans, avec une proportion plus forte (jusqu'à 55 %) en milieu rural qu'en milieu urbain (24 % dans les milieux aisés de Nouakchott pour le taux le plus bas). L'âge minimum légal de 18 ans n'est pas respecté, car jugé contraire aux règles de l'Islam, certains députés défendant au contraire de fixer cet âge à 9 ans.
La polygamie est autorisée en Mauritanie, elle touche en 2013 5,62 % des hommes et 13,55 % des femmes.
Un quart des femmes ont un premier enfant avant leur 18 ans.

### Gavage
En 2000, le gavage, qui vise à répondre à un idéal d'obésité des hommes afin de marier les jeunes filles, concernait  22 % de la population féminine, malgré les campagnes antiobésité. En 2019, la pratique reste très répandue dans le désert, avec une estimation de 40 %, et reste répandue dans les zones rurales. 

## Chronologie des droits des femmes
En 2001, alors que le statut des femmes était jusque là uniquement régi par les traditions, une loi portant code du statut personnel est adoptée. 
Des tentatives pour moderniser le texte, notamment pour fixer un âge minimum pour le mariage ou pour lutter contre les violences envers les femmes, en forte augmentation sont restées lettres mortes, malgré la présentation en 2017 et 2018 de deux projets de loi soutenus par le gouvernement. Selon la députée Saadani Mint Khaytour qui tente de faire avancer le projet tout comme le réseau des femmes parlementaires, le combat en faveur des droits des femmes ne serait pas une priorité des nouvelles autorités malgré leurs promesses, car elles ne sont pas prêtes, selon elle, à « affronter la société traditionnelle ».